# Docolamia incisa
Docolamia incisa är en skalbaggsart som först beskrevs av Aurivillius 1916.  Docolamia incisa ingår i släktet Docolamia och familjen långhorningar.
Artens utbredningsområde är Gabon. Inga underarter finns listade i Catalogue of Life.